# G

G의 필기체

G, g(지, [dʒiː])는 로마자의 7번째 글자이다. 사용 빈도는 2.782%, 전체 15위로 자음 11위다. (Letter frequency)

## 이름
- 영어: 지 [dʒiː]
- 프랑스어: 제 [ʒe]
- 네덜란드어: 그에 [ɣe]
- 베트남어: 제 [z̠e], 그어 [ɣəː]
- 독일어: 게 [ɡeː]
- 이탈리아어: 지 [dʒi]
- 스페인어: 헤 [xe], [χe]
- 라틴어: 게 [ɡeː]
- 에스페란토: 고 [ɡo]

## 역사
G는 C에서 비롯되었는데, 로마인들이 C가 /k/와 /g/ 발음 모두에 쓰이는 것이 불합리하다고 생각해서 새로 만든 것이다.
| 셈조어 문자 발 | 페니키아 문자 기멜  | 초기 그리스 문자 감마 · 초기 그리스 문자 감마 | 그리스 문자 감마 | 에트루리아 문자 C | 로마 문자 C |
| 셈조어 문자 발 | 페니키아 문자 Gimel | 초기 그리스 문자 감마                         | 그리스 문자 감마 | 에트루리아 문자 C | 로마 문자 C |

## 컴퓨터 부호
| 미리 보기      | G                      | G                      | g                    | g                    |
| -------------- | ---------------------- | ---------------------- | -------------------- | -------------------- |
| 유니코드 이름  | LATIN CAPITAL LETTER G | LATIN CAPITAL LETTER G | LATIN SMALL LETTER G | LATIN SMALL LETTER G |
| 인코딩         | 10진                   | 16진                   | 10진                 | 16진                 |
| 유니코드       | 71                     | U+0047                 | 103                  | U+0067               |
| UTF-8          | 71                     | 47                     | 103                  | 67                   |
| 수치 문자 참조 | &#71;                  | &#x47;                 | &#103;               | &#x67;               |
| EBCDIC 계열    | 199                    | C7                     | 135                  | 87                   |
| ASCII          | 71                     | 47                     | 103                  | 67                   |